# Noctograph
Noctograph var en 1806 patenterad och av Ralph Wedgwood i London tillhandahållen apparat som gjorde det möjligt att skriva på natten eller vid blindhet. Namnet består av ”nox, noctis”= latin ”natt” och ”graphein” grekiska för ”skriva”. Den skrivande använder ett metallstift (metallpenna). Den ursprungliga syftet med apparaten var att göra det lättare för blinda och för personer med synnedsättning att skriva än med en traditionell penna (dvs fjäderpenna), även om apparaten också har använts även av personer med full syn för att skriva i mörkret.

## Funktionssätt
Ett papper som hade impregnerats med  skrivarbläck och fått torka placerades i en låda eller ram mellan två blanka papper. Den skrivande skrev med ett metallstift (”penna”) på det övre vita bladet (egentligen ”tryckte”) och tack vare det underliggande karbonpapperet avbildades skriften på det undre vita bladet. Man behövde därför inte – som var brukligt – doppa pennan i ett bläckhorn. På det övre papperet – som var den skrivandes kopia – avbildades skriften i spegelskrift.

## Användning
Den praktiska tillämpningen av Noctographen var nog mest av blinda människor, där apparaten underlättade att skriva anteckningar och medverka i skrivarbete. Till exempel använde den blinde brittiske äventyraren och vagabonden James Holman en sådan anordning för att göra anteckningar om sina resor. Dessa låg sedan till grund för hans omfattande reseberättelser.
Det är också känt att Noctographen också användes av den likaledes blinde amerikanske historikern William Hickling Prescott, som skrev de flesta av sina böcker med hjälp av denna apparat.
Med uppfinnandet av den framgångsrika  reservoarpennan och kulspetspennan tappade sedan Noctographen sin betydelse.